# Padre Burgos (Southern Leyte)
Padre Burgos  ist eine philippinische Stadtgemeinde in der Provinz Southern Leyte auf der Insel Leyte. Sie hat 11.091 Einwohner (Zensus 1. August 2015), die in 11 Barangays leben. Die Gemeinde wird als teilweise urban beschrieben und liegt am Westufer der Sogod-Bucht, ca. 26 km südöstlich von der Provinzhauptstadt Maasin City.
Padre Burgos war früher unter dem Namen Tamolayag bekannt und war ein Teil der Gemeinde Malitbog. Die Gemeinde wurde am 23. Oktober 1957 gegründet und wurde nach dem philippinischen Nationalhelden Jose Burgos benannt.

## Baranggays
| - Buenavista - Bunga - Laca - Lungsodaan | - Poblacion - San Juan - Santa Sofia - Santo Rosario | - Cantutang - Dinahugan - Tangkaan |